# 클레르몽 푸트
클레르몽 푸트 오베르뉴 63(Clermont Foot Auvergne 63)는 1911년에 창단된 프랑스 클레르몽페랑의 축구 클럽으로, 현재 리그 2에서 활동하고 있다.

## 선수 명단

### 현역
참고: FIFA 자격 규정에 따라 소속된 국가대표팀 국기를 표시합니다. 선수는 복수의 FIFA 비회원국 국적을 가지고 있을 수 있습니다.
| 번호 | 포지션 | 국적   | 이름                 |
| ---- | ------ | ------ | -------------------- |
| 1    | GK     | 세네갈 | 마삼바 은디아예      |
| 6    | MF     | 말리   | 하비브 케이타        |
| 15   | DF     | 말리   | 셰이크 우마르 코나테 |

| 번호 | 포지션 | 국적   | 이름        |
| ---- | ------ | ------ | ----------- |
| 99   | GK     | 세네갈 | 모리 디아우 |

## 역대 감독
| 감독            | 임기        |
| --------------- | ----------- |
| 안제이 샤르마흐 | 1987 ~ 1989 |
| 코린 디아크르   | 2014 ~ 2017 |

## 경력
- 샹피오나 나시오날: 우승 2회 (2002, 2007)